# Marie Joseph Thomas Rossetti
Pour les articles homonymes, voir Rossetti.
Joseph Marie Thomas Rossetti, né le 20 décembre 1776 à Turin (Italie), mort le 20 avril 1840 à Vanves, est un général français d’origine piémontaise de la Révolution et de l’Empire.

## États de service

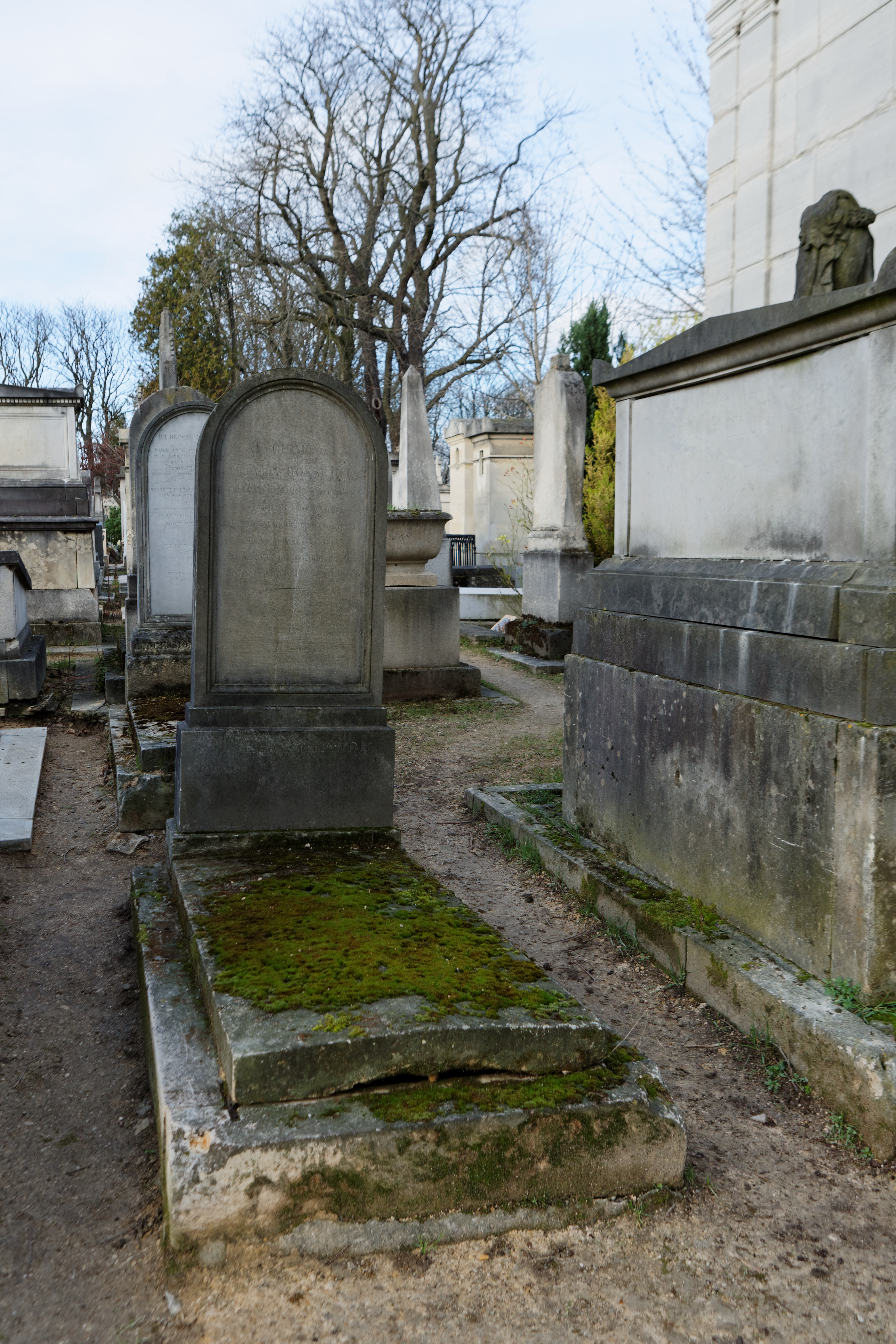
Tombe au cimetière du Père-Lachaise.

Il entre en service en 1797, à la 27e demi-brigade d’infanterie et il passe rapidement sous-lieutenant et lieutenant, avant d’obtenir son brevet de capitaine le 22 août 1799, attaché à l’état-major général de l’armée d’Italie.
Le 19 août 1800, il devient aide de camp du général Seras et il se fait remarquer le 25 décembre suivant au passage du Mincio. Sa brillante conduite lui vaut sa nomination au grade de chef d’escadron le 26 décembre suivant au 1er régiment de hussards piémontais. En 1802, à la réorganisation des régiments piémontais, le 1er régiment de hussards, devient 26e régiment de chasseurs à cheval et n’ayant pas de place de chef d’escadron dans ce régiment, le chef de corps lui propose une place de capitaine commandant de la compagnie d’élite, ce qu’il accepte. 
Il est fait chevalier de la Légion d’honneur le 14 juin 1804 et en 1805, il participe à la campagne d’Autriche, au sein du 4e corps d’armée du maréchal Soult. Il se distingue à l’affaire de Landsberg le 11 octobre 1805, ainsi que le 20 novembre en avant de Brunn, lors d’une charge de cavalerie sur les Cosaques, où il reçoit trois coups de lance. Il termine d’une manière brillante cette campagne à la bataille d'Austerlitz le 2 décembre 1805.
En 1806 et 1807, il fait la campagne de Prusse et de Pologne et il est promu chef d’escadron à l’issue de la bataille d'Eylau le 8 février 1807, avant de devenir aide de camp du Grand-duc de Berg en 1808. Le 15 juin 1808, lors de l’insurrection de Valence, il est chargé avec le général Exelmans et le colonel Lagrange, d’une mission auprès du maréchal Moncey, lorsqu’ils sont capturés par une bande d'insurgés de la guérilla espagnole. De là il est transféré à Majorque, où il reste au cachot et sans communication jusqu’au 26 juillet 1810, date de son transfert pour Gibraltar. Arrivé dans la rade le 12 août 1810, il réussit à s’évader du bord et à rejoindre Tétouan, à bord d’une barque de pêcheur. 
De retour en France, il est créé chevalier de l’Empire le 16 décembre 1810 et le 26 décembre il reprend ses fonctions d’aide de camp auprès du roi de Naples. Chargé d’organiser le 9e régiment de cavalerie, il est nommé colonel le 7 mai 1811. En 1812, il participe à la campagne de Russie et il est promu général de brigade par le roi de Naples le 23 avril 1812. En 1813, le roi de Naples lui confie le commandement de la capitale et le 13 avril 1813, il remplace le maréchal Pérignon, comme gouverneur de la ville de Naples.
Au début de la campagne de 1814 et après le traité d’alliance du royaume de Naples avec l’Autriche, il reçoit le commandement d’une division de cavalerie, mais il refuse le poste. En 1815, il commande la division de cavalerie de la ligne et le 15 avril lors de l’évacuation de Bologne, il est chargé du commandement de l’arrière-garde. Il participe à la bataille de Tolentino, les 2 et 3 mai 1815, et malgré la défaite, il réussit à maintenir l’ordre et la discipline dans sa division et il est fait grand officier de l’ordre royal des Deux-Siciles. Le 19 mai 1815, il suit Murat à Toulon et le 13 juillet il est envoyé à Marseille, à l’effet de conclure et signer un traité avec les Anglais, en vue de la reddition du roi de Naples. Après l’échec de sa mission, il retourne à Paris, où il est naturalisé français le 6 mars 1816.
Il est réadmis au service de la France le 20 mai 1818, avec le grade de maréchal de camp et il est fait chevalier de Saint-Louis. Il est fait officier de la Légion d’honneur le 23 mai 1825 et commandeur le 20 avril 1831.
Il meurt le 20 avril 1840, à Paris. Il est enterré au cimetière du Père-Lachaise (49e division).

## Dotation
- Le 19 mars 1808, donataire d’un rente de 2 000 francs sur les biens réservés en Westphalie.

## Armoiries
| Armoiries | Nom du chevalier et blasonnement |
| --------- | --- |
|           | Chevalier Joseph Marie Thomas Rossetti et de l'Empire, lettres patentes du 16 décembre 1810. Tiercé en bande d'argent, de gueules et d'azur ; l'argent à trois roses, deux et une de gueules ; le gueules au signe des chevaliers légionnaires ; l'azur à l'épée haute en pal d'argent, montée d'or - Livrées : les couleurs de l'écu. |

## Sources
- (en) « Generals Who Served in the French Army during the Period 1789 - 1814: Eberle to Exelmans »
- Thierry Pouliquen, « Les généraux français et étrangers ayant servis [sic] dans la Grande Armée » (consulté le 11 décembre 2014)
- Vicomte Révérend, Armorial du premier empire, tome 4, Honoré Champion, libraire, Paris, 1897, p. 174.
- « La noblesse d’Empire » (consulté le 11 décembre 2014)
- Antoine Jay, Etienne de Jouy et Jacques Marquet de Norvins, Biographie nouvelle des contemporains ou dictionnaire historique et raisonné de tous les hommes qui, depuis la Révolution française ont acquis de la célébrité par leurs actions…, tome 18, Paris, librairie historique, janvier 1825, 241 p. (lire en ligne), p. 496.